# Irreligious

Irreligious est le deuxième album du groupe Moonspell sorti en 1996.

## Liste des chansons
1. Perverse... Almost Religious - 1:07
2. Opium - 2:50
3. Awake - 3:06
4. For A Taste Of Eternity - 3:52
5. Ruin & Misery - 3:48
6. A Poisoned Gift - 5:35
7. Subversion - 2:44
8. Ravens Claws - 3:16
9. Mephisto - 4:58
10. Herr Spiegelmann - 4:36
11. Full Moon Madness - 6:47

## Crédits

### Membres du groupe
- Fernando Ribeiro - chant
- Miguel Gaspar - batterie
- Pedro Paixão - claviers, échantillons sonores
- João Pedro - basse
- Ricardo Amorim - guitares

### Musiciens invités
- Markus Freiwald - percussions sur "For a Taste of Eternity"
- Birgit Zacher - chant sur "Raven Claws"

### Production
- Rolf Brenner - photographie
- Siggi Bemm - ingénierie
- Waldemar Sorychta - production, mixage